# Conversion intersystème

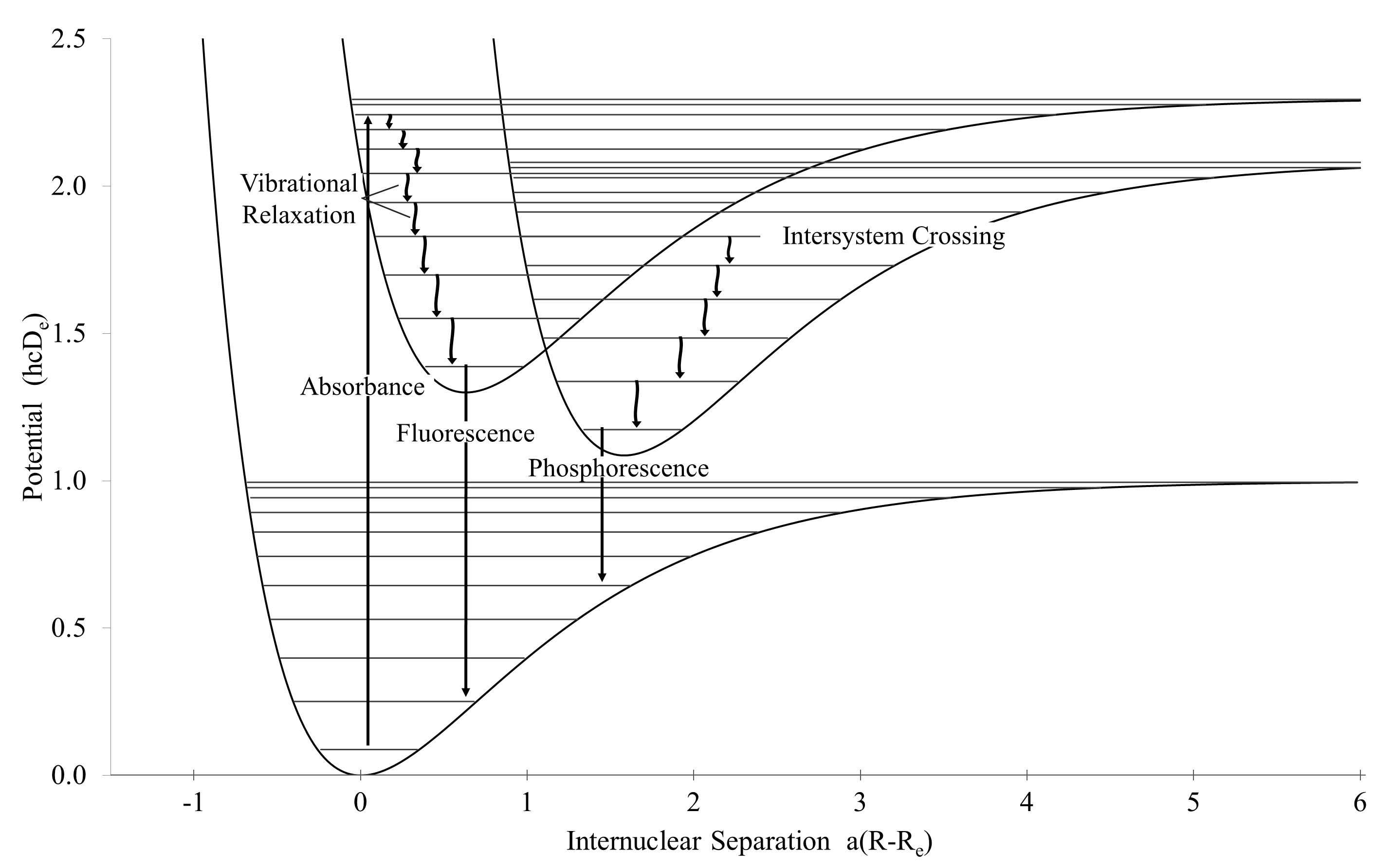
Processus typiques de l'interaction entre un électron et un photon. L'énergie absorbée lors de la transition électronique (absorbance) peut être relargué lors de différents phénomènes de relaxation, tels que la fluorescence, et la phosphorescence, tous deux accompagnés de relaxations vibrationnelles. La phosphorescence a lieu après une conversion intersystème entre un état triplet et un état singulet lorsqu'un photon est réémis pour retourner à l'état électronique fondamental.

L'IUPAC décrit la conversion intersystème comme :

« Un processus photophysique. Une transition à énergie constante, sans émission de rayonnement, entre deux états électroniques de multiplicités différentes. Cela conduit généralement à l'excitation vibratoire d'une fraction de molécule dans son état électronique de plus basse énergie, puis à sa relaxation dans son état vibratoire de plus faible énergie. »

## État singulet et état triplet
Lorsque, dans une molécule, un électron est excité jusqu'à un niveau d'énergie supérieur (notamment par absorption d'un rayonnement), cela conduit selon les cas à un état singulet ou à un état triplet :
- Un état singulet correspond à une configuration électronique dans laquelle tous les électrons de spin opposés sont appariés deux à deux (ce qu'on représente par le diagramme {\displaystyle {\begin{smallmatrix}\uparrow \downarrow \end{smallmatrix}}}), y compris l'électron excité bien qu'il occupe un niveau d'énergie différent des électrons demeurés dans leur état fondamental.

- Un état triplet correspond à une configuration électronique dans laquelle l'électron excité a un spin parallèle ({\displaystyle {\begin{smallmatrix}\uparrow \uparrow \end{smallmatrix}}}) à l'électron avec lequel il était apparié à l'état fondamental.

L'état singulet est toujours plus probable que l'état triplet car ce dernier implique un changement de spin par rapport au premier ({\displaystyle {\begin{smallmatrix}\uparrow \downarrow \;\to \;\uparrow \uparrow \end{smallmatrix}}}).
La conversion intersystème désigne la transition non radiative d'un état singulet vers un état triplet : le spin de l'électron excité est inversé. La probabilité de cette transition est accrue lorsque les états vibratoires des deux états excités se recouvrent, puisque cette transition s'effectue à énergie (presque) constante. Cela survient préférentiellement dans les molécules ayant des atomes lourds, contenant par exemple des atomes d'iode ou de brome, en raison du couplage spin-orbite plus important dans ces molécules, qui facilite l'inversion de spin. Le phénomène est favorisé par la présence d'espèces paramagnétiques en solution.
La relaxation radiative d'un état triplet vers un état singulet ({\displaystyle {\begin{smallmatrix}\uparrow \uparrow \;\to \;\uparrow \downarrow \end{smallmatrix}}}+hν) donne lieu au phénomène de phosphorescence ; la durée de cette transition est de l'ordre de 10−8 à 10−3 secondes, l'une des formes les plus lentes de relaxation.